# Antoni Gerona Salaet
Antoni Gerona Salaet   (Tortosa, 31 de juliol de 1973), conegut com a Toni Gerona, és un entrenador d'handbol català.
Format a l'INEFC de Barcelona, va començar la seva carrera d'entrenador com seleccionador català femení juvenil (1996, 1997) i de l'equip absolut (1997, 1998). Entre 2004 i 2007 va ser el segon entrenador del FC Barcelona quan el tècnic principal era Xesco Espar. En aquella etapa guanyà la Copa d'Europa (2005), la Lliga (2006), una Copa del Rei (2007), una Supercopa d'Espanya i tres Lligues dels Pirineus.
El 2008 passà a coordinar els equips de base del Barcelona i dirigí el Barcelona B, amb el qual guanyà la Lliga de divisió de plata (2012, 2013, 2014).
De 2015 a 2017 va entrenar l'equip El Jaish de Qatar, on el 2016 es proclamà campió de la Lliga i la Copa qatarí.
El juliol del 2017 fou escollit seleccionador nacional de Tunísia, portant aquesta selecció a ser campiona d'Àfrica el 2018 i subcampiona el 2020.
El 2019, compaginant la seva feina com a seleccionador, va fitxar pel C 'Chartres MHB francès. L'any següent va deixar la selecció tunisiana i fou triat per dirigir l'equip nacional de Sèrbia.